# Hemiloba
Hemiloba là một chi bướm đêm thuộc họ Crambidae.